# كرايغ ميلفيل
كرايغ ميلفيل (بالإنجليزية: Craig Melville)‏ هو منتج تلفزيوني ومخرج أسترالي، ولد في القرن العشرين في ملبورن في أستراليا.

## وصلات خارجية
- كرايغ ميلفيل على موقع IMDb (الإنجليزية)
- كرايغ ميلفيل على موقع قاعدة بيانات الفيلم (الإنجليزية)